# 171 Puppis
171 Puppis (171 Pup) es una estrella en la constelación de Puppis —la popa del Argo Navis— de magnitud aparente +5,37. Al carecer de denominación de Bayer, es conocida habitualmente por su número de Gould.
Se encuentra a 49,6 años luz de distancia del sistema solar.
La estrella conocida más cercana a ella es HD 69565, distante 6,5 años luz.

## Características
171 Puppis es una estrella blanco-amarilla de tipo espectral F9V con una temperatura superficial de 5820 K. Su diámetro es un 26% más grande que el diámetro solar y es un 50% más luminosa que el Sol.
Gira sobre sí misma con una velocidad de rotación de al menos 5,0 km/s —siendo éste el límite inferior—, unas 2,5 veces más deprisa que el Sol.
Su masa es un 16% menor que la masa solar.
171 Puppis es una estrella antigua, y aunque no se conoce su edad con certeza, ésta se estima entre 5.000 y 14.500 millones de años.
Consecuentemente, posee un contenido de metales extremadamente bajo. Los contenidos de hierro y níquel en 171 Puppis equivalen a aproximadamente el 15% de los existentes en el Sol ([Fe/H] = -0,83), no siendo tan deficitaria en otros elementos como magnesio, oxígeno o calcio.

## Cinemática
A diferencia del Sol, 171 Puppis es considerada una estrella del disco grueso.
Éstas son estrellas cuyas órbitas alrededor del centro de la galaxia, generalmente excéntricas, las llevan lejos del centro del plano galáctico.
La órbita de 171 Puppis, con una excentricidad e = 0,62, determina que su distancia respecto al centro de la galaxia varíe entre 3 y 12 kilopársecs, mientras que el Sol orbita a una distancia del mismo entre 7,3 y 10 kilopársecs.
Además, la distancia máxima de 171 Puppis al plano galáctico es de 910 parsecs —a título comparativo, la órbita del Sol no se aleja más de 30 pársecs del plano de la galaxia.